# Ferdinand Fellner el Viejo
Ferdinand Fellner (Viena, 15 de marzo de 1815 - Viena, 25 de septiembre de 1871) fue un constructor y arquitecto austríaco.

## Vida

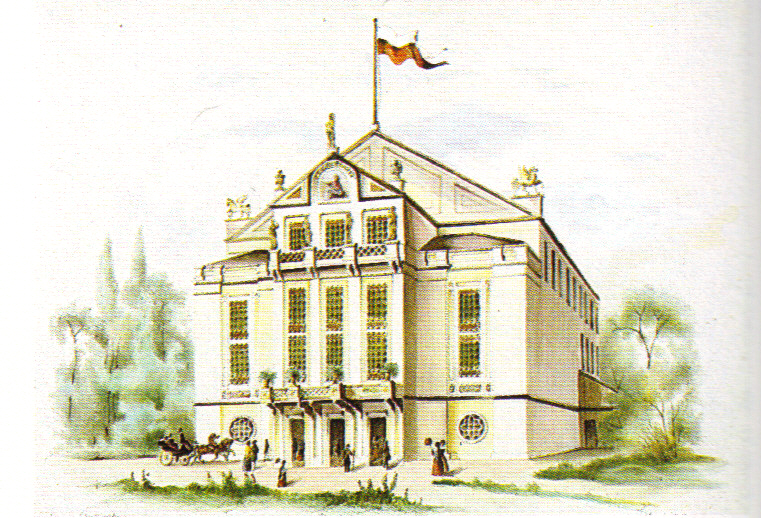
Teatro Thalia (1856)

Ferdinand Fellner procedía de una antigua familia vienesa. Estudió en la Academia de Bellas Artes de Viena de 1834 a 1837. Después, un viaje de estudios le llevó a Italia. Fellner se convirtió en uno de los principales arquitectos del historicismo y del periodo de la Ringstrasse. Su hijo Ferdinand Fellner el Joven le ayudó en el estudio a partir de 1866, al no ser el padre tan productivo debido a una grave afección cardíaca, y finalmente le sucedió. Ferdinand Fellner también fue políticamente activo. Como representante de los liberales fue miembro del consejo municipal de 1861 a 1862, perteneciendo a la 2ª circunscripción de Alsergrund y fue vicepresidente de la sección de obras. Entre 1868 y 1870 perteneció al grupo parlamentario de la izquierda en el consejo municipal. Colaboró en el plan de regulación de la ciudad y se ocupó de un nuevo código de construcción. Tras su muerte fue enterrado en el cementerio general de Währing pero luego fue trasladado a la tumba de su hijo en el cementerio de Grinzing (cripta de entrada fila 21, tumba 46).

## Obras

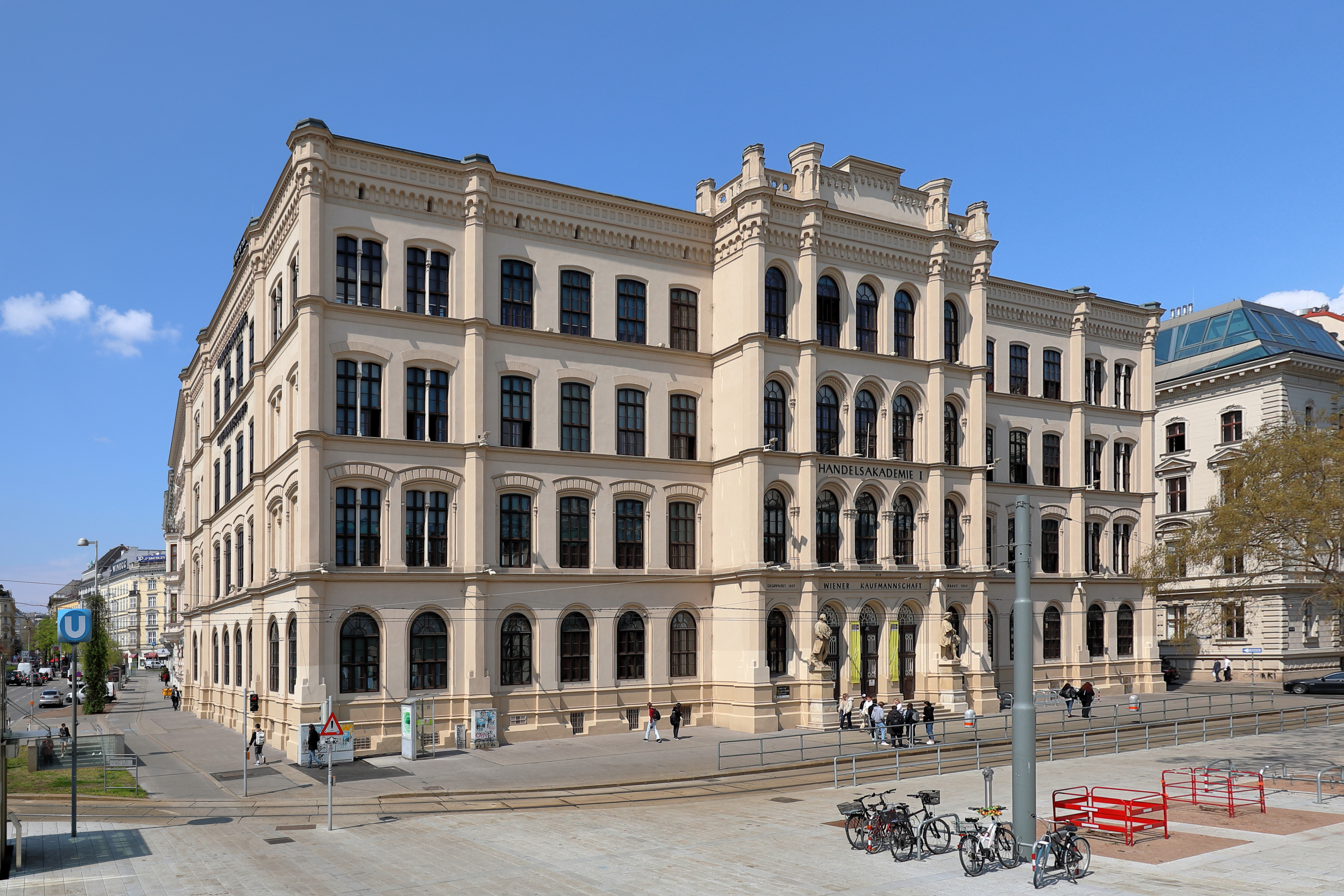
Academia comercial en Akademiestrasse (1860-1862)

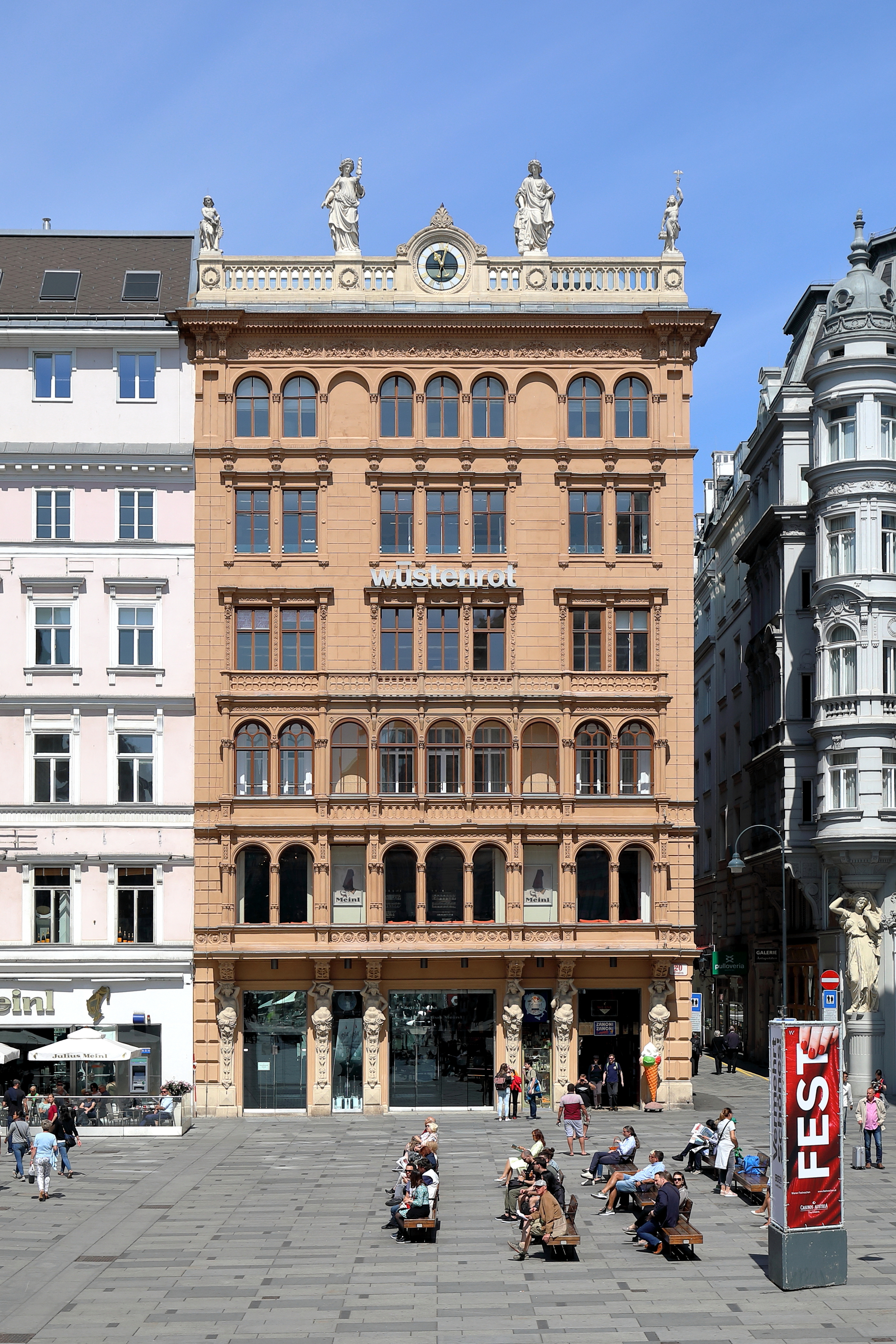
Casa en el Graben (1855-1858)

- Manicomio del estado de Baja Austria en Brünnlfeld  (1845), construido utilizando el método de construcción del pabellón
- Sala de reuniones del consejo municipal en el antiguo ayuntamiento (1851-1853), encargado por el alcalde Seiller
- Oberrealschule (escuela secundaria superior), Waltergasse 7, Viena 4 (1853)
- Casa de viviendas, Graben 20, Viena 1 (1855-1858)
- Teatro Thalia, Thaliastraße 1, Viena 16 (1856)
- Reconstrucción de la casa de Tuchlauben 17, Viena 1 (1857)
- Asilo, Währinger Strasse 45, Viena 9 (1858-1860)
- Teatro Treumann, Morzinplatz 4, Viena 1 (1860)
- Casa residencial, Friedrichstrasse 2, Viena 1 (1860), una de las primeras casas de Ringstrasse
- Escuela, Elterleinplatz 5, Hernals (hoy Viena 17, 1860)
- Handelsakademie, Akademiestrasse 12, Viena 1 (1860–1862), primer edificio público en la zona de Ringstrasse
- Edificio residencial, Obere Viaduktgasse 4, Viena 3 (1862)
- Edificio comercial, Operngasse 2, Viena 1 (1862)
- Edificios comerciales, Gonzagagasse 3 y 5, Viena 1 (1863)
- Arena en Baden (1865)
- Stadttheater, Seilerstätte 9, Viena 1 (1871-1872), completado por su hijo

- Datos: Q1405267
- Multimedia: Ferdinand Fellner der Ältere / Q1405267